# Virtual XI World Tour
Virtual XI World Tour fue una gira de conciertos realizado por la banda de Heavy Metal Iron Maiden. Este tour fue realizado en el año 1998 desde el 22 de abril hasta el 12 de diciembre. Al igual que en el tour anterior, varios concierto en Estados Unidos debieron ser cancelados debido a que el cantante Blaze Bayley tuvo inconvenientes con su voz debido a una reacción alérgica. Esta sería la última gira que contara con Bayley como parte de la banda.
La banda volvió a utilizar escenarios más elaborados, cosa que no pasaba desde la gira de 1988 Seventh Tour of a Seventh Tour. En esta gira, la banda realizó sus primeras presentaciones en Turquía y Malta.

## Fechas de la gira
| Fecha                                 | Ciudad                                | País                                  | Locación                                   |
| The Angel and The Gamblers World Tour | The Angel and The Gamblers World Tour | The Angel and The Gamblers World Tour | The Angel and The Gamblers World Tour      |
| ------------------------------------- | ------------------------------------- | ------------------------------------- | ------------------------------------------ |
| 22 de abril de 1998                   | Norwich                               | Reino Unido                           | The Oval P.H. (Secret Concert)             |
| Europa                                |                                       |                                       |                                            |
| 26 de abril de 1998                   | Lille                                 | Francia                               | Le Zénith                                  |
| 27 de abril de 1998                   | Nancy                                 | Francia                               | Le Zénith                                  |
| 29 de abril de 1998                   | Génova                                | Italia                                | Palasport                                  |
| 30 de abril de 1998                   | Florencia                             | Italia                                | Palasport                                  |
| 2 de mayo de 1998                     | Pesaro                                | Italia                                | BPA Palace                                 |
| 3 de mayo de 1998                     | Roma                                  | Italia                                | Palaeur                                    |
| 5 de mayo de 1998                     | Milán                                 | Italia                                | Palavobis                                  |
| 6 de mayo de 1998                     | Trieste                               | Italia                                | Palasport                                  |
| 8 de mayo de 1998                     | Böblingen                             | Alemania                              | Sporthalle                                 |
| 9 de mayo de 1998                     | Hannover                              | Alemania                              | Music Hall                                 |
| 10 de mayo de 1998                    | Düsseldorf                            | Alemania                              | Philipshalle                               |
| 12 de mayo de 1998                    | París                                 | Francia                               | Le Zénith                                  |
| 13 de mayo de 1998                    | Lovaina                               | Bélgica                               | Brabanthal                                 |
| 14 de mayo de 1998                    | Róterdam                              | Países Bajos                          | Ahoy Hall                                  |
| 16 de mayo de 1998                    | Londres                               | Reino Unido                           | Brixton Academy                            |
| 19 de mayo de 1998                    | Madrid                                | España                                | Real Madrid Pavilion                       |
| 20 de mayo de 1998                    | Cascais                               | Portugal                              | Pavilion                                   |
| 22 de mayo de 1998                    | Orense                                | España                                | Campo de Futbol Os Remedios                |
| 23 de mayo de 1998                    | Laguna de Duero                       | España                                | Bullring                                   |
| 24 de mayo de 1998                    | San Sebastián                         | España                                | Velódromo                                  |
| 26 de mayo de 1998                    | Valencia                              | España                                | Velódromo Luis Puig                        |
| 27 de mayo de 1998                    | Pau                                   | Francia                               | Le Zénith (canceló)                        |
| 28 de mayo de 1998                    | Montpellier                           | Francia                               | Le Zénith                                  |
| 30 de mayo de 1998                    | Ta' Qali                              | Malta                                 | Open Air                                   |
| Norteamérica                          |                                       |                                       |                                            |
| 26 de junio de 1998                   | Chicago, Illinois                     | Estados Unidos                        | Riviera Theater                            |
| 27 de junio de 1998                   | Columbus, Ohio                        | Estados Unidos                        | Brewery District Pavilion                  |
| 28 de junio de 1998                   | Hamilton, Ontario                     | Canadá                                | Copps Coliseum                             |
| 30 de junio de 1998                   | Kalamazoo, Míchigan                   | USA                                   | Wings Stadium                              |
| 1 de julio de 1998                    | Clarkston, Míchigan                   | USA                                   | Pine Knob Music Theater                    |
| 2 de julio de 1998                    | Cleveland, Ohio                       | USA                                   | Náutica Theater                            |
| 4 de julio de 1998                    | Montreal, Quebec                      | Canadá                                | Stade du Maurier                           |
| 5 de julio de 1998                    | Quebec                                | Canadá                                | L'Agora                                    |
| 7 de julio de 1998                    | Nueva York                            | Estados Unidos                        | Roseland Ballroom                          |
| 10 de julio de 1998                   | San Antonio, Texas                    | Estados Unidos                        | Blue Bonnet Palace                         |
| 11 de julio de 1998                   | San Benito (Texas)                    | Estados Unidos                        | The Road House                             |
| 12 de julio de 1998                   | Dallas, Texas                         | Estados Unidos                        | Starplex Amphitheater                      |
| 14 de julio de 1998                   | Phoenix, Arizona                      | Estados Unidos                        | Club Rio                                   |
| 15 de julio de 1998                   | Las Vegas, Nevada                     | Estados Unidos                        | The Joint                                  |
| 16 de julio de 1998                   | Universal City (California)           | Estados Unidos                        | Universal Amphitheater (canceló)           |
| 18 de julio de 1998                   | San Diego, California                 | Estados Unidos                        | S.D.S.U. Open Air Theater (canceló)        |
| 19 de julio de 1998                   | San Francisco, California             | Estados Unidos                        | Maritime Hall (canceló)                    |
| 22 de julio de 1998                   | Denver, Colorado                      | Estados Unidos                        | Paramount Theater (canceló)                |
| 24 de julio de 1998                   | Medina (Minnesota)                    | Estados Unidos                        | Medina Entertainment Center (canceló)      |
| 25 de julio de 1998                   | Milwaukee, Wisconsin                  | Estados Unidos                        | Modjeska Theatre (canceló)                 |
| 26 de julio de 1998                   | Cincinnati, Ohio                      | Estados Unidos                        | Bogart's (canceló)                         |
| 28 de julio de 1998                   | Washington, D. C.                     | Estados Unidos                        | Capitol Ballroom (canceló)                 |
| 29 de julio de 1998                   | Baltimore, Maryland                   | Estados Unidos                        | Michael's 8th Avenue (canceló)             |
| 31 de julio de 1998                   | Filadelfia, Pensilvania               | Estados Unidos                        | Electric Factory (canceló)                 |
| 1 de agosto de 1998                   | Hartford, Connecticut                 | Estados Unidos                        | Webster Theater (canceló)                  |
| 2 de agosto de 1998                   | Sea Bright, Nueva Jersey              | Estados Unidos                        | Tradewinds (canceló)                       |
| 2 de agosto de 1998                   | Universal City, California            | Estados Unidos                        | Universal Amphitheater                     |
| 3 de agosto de 1998                   | Atlanta, Georgia                      | Estados Unidos                        | Electric Factory (canceló)                 |
| 4 de agosto de 1998                   | San Diego, California                 | Estados Unidos                        | S.D.S.U. Open Air Theater                  |
| 7 de agosto de 1998                   | Monterrey                             | México                                | Auditorio Coca-Cola                        |
| 9 de agosto de 1998                   | México, D. F.                         | México                                | Palacio de los Deportes                    |
| Europa                                |                                       |                                       |                                            |
| 4 de septiembre de 1998               | Atenas                                | Grecia                                | Lycabettus Theatre                         |
| 5 de septiembre de 1998               | Salónica                              | Grecia                                | Forrest Theatre                            |
| 7 de septiembre de 1998               | Estambul                              | Turquía                               | Cemil Topuzlu Açıkhava                     |
| 8 de septiembre de 1998               | Estambul                              | Turquía                               | Cemil Topuzlu Açıkhava                     |
| 11 de septiembre de 1998              | Budapest                              | Hungría                               | E-Klub                                     |
| 12 de septiembre de 1998              | Katowice                              | Polonia                               | Spodek                                     |
| 13 de septiembre de 1998              | Praga                                 | República Checa                       | Eden Sports Hall                           |
| 15 de septiembre de 1998              | Múnich                                | Alemania                              | Colosseum                                  |
| 16 de septiembre de 1998              | Fürth                                 | Alemania                              | Stadthalle                                 |
| 18 de septiembre de 1998              | Erfurt                                | Alemania                              | Thüringen Halle                            |
| 19 de septiembre de 1998              | Hamburgo                              | Alemania                              | Sporthalle                                 |
| 20 de septiembre de 1998              | Copenhague                            | Dinamarca                             | Vega                                       |
| 23 de septiembre de 1998              | Helsinki                              | Finlandia                             | Ishall                                     |
| 25 de septiembre de 1998              | Estocolmo                             | Suecia                                | Isstadion                                  |
| 27 de septiembre de 1998              | Essen                                 | Alemania                              | Grugahalle                                 |
| 28 de septiembre de 1998              | Berlín                                | Alemania                              | Colombia Halle                             |
| 29 de septiembre de 1998              | Halle, Saxony-Anhalt                  | Alemania                              | Easy Schorre Club                          |
| 1 de octubre de 1998                  | Offenbach am Main                     | Alemania                              | Stadthalle                                 |
| 2 de octubre de 1998                  | Winterthur                            | Suiza                                 | Eulachalle                                 |
| 3 de octubre de 1998                  | Mulhouse                              | Francia                               | Phoenix                                    |
| 5 de octubre de 1998                  | Besançon                              | Francia                               | Palais des Sports                          |
| 6 de octubre de 1998                  | Lyon                                  | Francia                               | Le Transbordeur                            |
| 8 de octubre de 1998                  | Zaragoza                              | España                                | Pabellón Príncipe Felipe                   |
| 9 de octubre de 1998                  | Albacete                              | España                                | Plaza de Toros de Albacete                 |
| 10 de octubre de 1998                 | Dos Hermanas                          | España                                | Campo de fútbol                            |
| 13 de octubre de 1998                 | Niza                                  | Francia                               | Théâtre de Verdure                         |
| 14 de octubre de 1998                 | Pau                                   | Francia                               | Le Zénith                                  |
| 15 de octubre de 1998                 | Clermont-Ferrand                      | Francia                               | Maison des Sports                          |
| 17 de octubre de 1998                 | Mánchester                            | Reino Unido                           | Teatro Apollo                              |
| 18 de octubre de 1998                 | Newcastle                             | Reino Unido                           | City Hall                                  |
| 19 de octubre de 1998                 | Glasgow                               | Reino Unido                           | Barrowlands                                |
| 21 de octubre de 1998                 | Nottingham                            | Reino Unido                           | Royal Concert Hall                         |
| 22 de octubre de 1998                 | Wolverhampton                         | Reino Unido                           | Civic Hall                                 |
| 23 de octubre de 1998                 | Newport                               | Reino Unido                           | Centre                                     |
| 25 de octubre de 1998                 | Sheffield                             | Reino Unido                           | City Hall                                  |
| 26 de octubre de 1998                 | Portsmouth                            | Reino Unido                           | Guildhall                                  |
| Asia                                  |                                       |                                       |                                            |
| 18 de noviembre de 1998               | Tokio                                 | Japón                                 | Shibuya Kokaido                            |
| 20 de noviembre de 1998               | Nagoya                                | Japón                                 | Club Diamond Hall                          |
| 21 de noviembre de 1998               | Osaka                                 | Japón                                 | IMP Hall                                   |
| 22 de noviembre de 1998               | Tokio                                 | Japón                                 | Nakano Sun Plaza Hall                      |
| Sudamérica                            |                                       |                                       |                                            |
| 2 de diciembre de 1998                | Río de Janeiro                        | Brasil                                | Metropolitan                               |
| 4 de diciembre de 1998                | Campinas                              | Brasil                                | Brinco da Princessa (canceló)              |
| 5 de diciembre de 1998                | São Paulo                             | Brasil                                | Anhembi                                    |
| 6 de diciembre de 1998                | Curitiba                              | Brasil                                | Pedreira Paulo Leminski                    |
| 10 de diciembre de 1998               | Santiago                              | Chile                                 | Velódromo (Cancelled)                      |
| 12 de diciembre de 1998               | Buenos Aires                          | Argentina                             | Estadio de Vélez Sarsfield José Amalfitani |

## Setlist
- Dance Of The Knights," de Romeo y Julieta, sirvió como intro.

1. "Futureal" (from Virtual XI, 1998)
2. "The Angel and the Gambler" (from Virtual XI, 1998)
3. "Man on the Edge" (from The X Factor, 1995)
4. "Lightning Strikes Twice" (from Virtual XI, 1998)
5. "Heaven Can Wait" (from Somewhere in Time, 1986)
6. "The Clansman" (from Virtual XI, 1998)
7. "When Two Worlds Collide" (from Virtual XI, 1998)
8. "Lord of the Flies" (from The X Factor, 1995)
9. "2 Minutes to Midnight" (from Powerslave, 1984)
10. "The Educated Fool" (from Virtual XI, 1998)
11. "Sign of the Cross" (from The X Factor, 1995)
12. "Hallowed Be Thy Name" (from The Number of the Beast, 1982)
13. "Afraid to Shoot Strangers" (from Fear of the Dark, 1992)
14. "The Evil That Men Do" (from Seventh Son of a Seventh Son, 1988)
15. "The Clairvoyant" (from Seventh Son of a Seventh Son, 1988)
16. "Fear of the Dark" (from Fear of the Dark, 1992)
17. "Iron Maiden" (from Iron Maiden, 1980)

- Encore:

1. "The Number of the Beast" (from The Number of the Beast, 1982)
2. "The Trooper" (from Piece of Mind, 1983)
3. "Sanctuary" (from Iron Maiden, 1980)

Notas:
- "Murders in the Rue Morgue" (from Killers, 1981), "Fortunes of War" (from The X Factor, 1995) y "Don't Look to the Eyes of a Stranger" (from Virtual XI, 1998) fueron tocadas en selectas localidades.